# Alan Minda
Alan Steve Minda García (Esmeraldas, 14 maggio 2003) è un calciatore ecuadoriano, attaccante del Cercle Bruges e della nazionale ecuadoriana.

## Carriera

### Club
Dopo avere mosso i primi passi tra i professionisti con l'Independiente del Valle nella prima divisione ecuadoriana, il 12 luglio 2023 viene acquistato dai belgi del Cercle Bruges.

### Nazionale
Nel 2023 è stato convocato dalla nazionale Under-20 ecuadoriana per il Campionato sudamericano di categoria.
Il 9 maggio 2023, viene incluso da Miguel Bravo nella rosa della nazionale Under-20 ecuadoriana partecipante al Mondiale di categoria in Argentina.
Nel marzo 2024 viene convocato per la prima volta in nazionale maggiore, con cui esordisce il 21 del mese stesso nell'amichevole vinta 2-0 contro il Guatemala.

## Statistiche

### Presenze e reti nei club
Statistiche aggiornate al 19 gennaio 2023.
| Stagione                       | Squadra                        | Campionato                     | Campionato | Campionato | Coppe nazionali | Coppe nazionali | Coppe nazionali | Coppe continentali | Coppe continentali | Coppe continentali | Altre coppe | Altre coppe | Altre coppe | Totale | Totale |
| Stagione                       | Squadra                        | Comp                           | Pres       | Reti       | Comp            | Pres            | Reti            | Comp               | Pres               | Reti               | Comp        | Pres        | Reti        | Pres   | Reti   |
| ------------------------------ | ------------------------------ | ------------------------------ | ---------- | ---------- | --------------- | --------------- | --------------- | ------------------ | ------------------ | ------------------ | ----------- | ----------- | ----------- | ------ | ------ |
| 2021                           | Independiente del Valle        | A                              | 14         | 2          | -               | -               | -               | CL+CS              | 0+2                | 0                  | -           | -           | -           | 16     | 2      |
| 2022                           | Independiente del Valle        | A                              | 11         | 0          | CE              | 4               | 1               | CL+CS              | 0+3                | 0                  | -           | -           | -           | 18     | 1      |
| 2023                           | Independiente del Valle        | A                              | 6          | 1          | CE              | 0               | 0               | CL                 | 1                  | 1                  | RS          | 1           | 0           | 8      | 2      |
| Totale Independiente del Valle | Totale Independiente del Valle | Totale Independiente del Valle | 31         | 3          |                 | 4               | 1               |                    | 6                  | 1                  |             | 1           | 0           | 42     | 5      |
| 2023-2024                      | Cercle Bruges                  | D1                             | 38         | 8          | CB              | 1               | 0               | -                  | -                  | -                  | -           | -           | -           | 39     | 8      |
| Totale carriera                | Totale carriera                | Totale carriera                | 69         | 11         |                 | 5               | 1               |                    | 6                  | 1                  |             | 1           | 0           | 81     | 13     |

### Cronologia presenze e reti in nazionale
| Cronologia completa delle presenze e delle reti in nazionale ― Ecuador | Cronologia completa delle presenze e delle reti in nazionale ― Ecuador | Cronologia completa delle presenze e delle reti in nazionale ― Ecuador | Cronologia completa delle presenze e delle reti in nazionale ― Ecuador | Cronologia completa delle presenze e delle reti in nazionale ― Ecuador | Cronologia completa delle presenze e delle reti in nazionale ― Ecuador | Cronologia completa delle presenze e delle reti in nazionale ― Ecuador | Cronologia completa delle presenze e delle reti in nazionale ― Ecuador |
| Data                                                                   | Città                                                                  | In casa                                                                | Risultato                                                              | Ospiti                                                                 | Competizione                                                           | Reti                                                                   | Note                                                                   |
| ---------------------------------------------------------------------- | ---------------------------------------------------------------------- | ---------------------------------------------------------------------- | ---------------------------------------------------------------------- | ---------------------------------------------------------------------- | ---------------------------------------------------------------------- | ---------------------------------------------------------------------- | ---------------------------------------------------------------------- |
| 22-3-2024                                                              | Harrison                                                               | Ecuador                                                                | 2 – 0                                                                  | Guatemala                                                              | Amichevole                                                             | -                                                                      | 79’                                                                    |
| 24-3-2024                                                              | Harrison                                                               | Italia                                                                 | 2 – 0                                                                  | Ecuador                                                                | Amichevole                                                             | -                                                                      | 65’                                                                    |
| 10-6-2024                                                              | Chicago                                                                | Argentina                                                              | 1 – 0                                                                  | Ecuador                                                                | Amichevole                                                             | -                                                                      | 62’                                                                    |
| 16-6-2024                                                              | East Hartford                                                          | Ecuador                                                                | 2 – 1                                                                  | Honduras                                                               | Amichevole                                                             | -                                                                      | 60’                                                                    |
| 23-6-2024                                                              | Santa Clara                                                            | Ecuador                                                                | 1 – 2                                                                  | Venezuela                                                              | Coppa America 2024 - 1º turno                                          | -                                                                      | 79’                                                                    |
| 27-6-2024                                                              | Paradise                                                               | Ecuador                                                                | 3 – 1                                                                  | Giamaica                                                               | Coppa America 2024 - 1º turno                                          | 1                                                                      | 64’                                                                    |
| 1-7-2024                                                               | Glendale                                                               | Messico                                                                | 0 – 0                                                                  | Ecuador                                                                | Coppa America 2024 - 1º turno                                          | -                                                                      | 67’                                                                    |
| 5-7-2024                                                               | Houston                                                                | Argentina                                                              | 1 – 1 (4 – 2 dtr)                                                      | Ecuador                                                                | Coppa America 2024 - Quarti di finale                                  | -                                                                      | 76’                                                                    |
| 10-10-2024                                                             | Quito                                                                  | Ecuador                                                                | 0 – 0                                                                  | Paraguay                                                               | Qual. Mondiali 2026                                                    | -                                                                      | 46’                                                                    |
| 15-10-2024                                                             | Montevideo                                                             | Uruguay                                                                | 0 – 0                                                                  | Ecuador                                                                | Qual. Mondiali 2026                                                    | -                                                                      | 80’                                                                    |
| 14-11-2024                                                             | Guayaquil                                                              | Ecuador                                                                | 4 – 0                                                                  | Bolivia                                                                | Qual. Mondiali 2026                                                    | 1                                                                      | 68’                                                                    |
| 19-11-2024                                                             | Barranquilla                                                           | Colombia                                                               | 0 – 1                                                                  | Ecuador                                                                | Qual. Mondiali 2026                                                    | -                                                                      | 60’                                                                    |
| 5-6-2025                                                               | Guayaquil                                                              | Ecuador                                                                | 0 – 0                                                                  | Brasile                                                                | Qual. Mondiali 2026                                                    | -                                                                      | 46’                                                                    |
| 10-6-2025                                                              | Lima                                                                   | Perù                                                                   | 0 – 0                                                                  | Ecuador                                                                | Qual. Mondiali 2026                                                    | -                                                                      | 81’                                                                    |
| Totale                                                                 |                                                                        | Presenze                                                               | 14                                                                     |                                                                        | Reti                                                                   | 2                                                                      |                                                                        |

## Palmarès

### Club

#### Competizioni nazionali
- Campionato ecuadoriano: 1

Independiente del Valle: 2021
- Copa Ecuador: 1

Independiente del Valle: 2022

#### Competizioni internazionali
- Coppa Sudamericana: 1

Independiente del Valle: 2022